# Что тебя не убивает
«Что тебя не убивает» (англ. What Doesn't Kill You) ― американская криминальная драма 2008 года, основанная на реальной истории жизни режиссёра фильма Брайана Гудмана, в которой подробно описываются его собственные подвиги, связанные с ирландской мафией Южного Бостона. В главных ролях Итан Хоук и Марк Руффало, премьера состоялась на Международном кинофестивале в Торонто в 2008 году. Фильм был выпущен в декабре 2008 года. Название отсылает к цитате Ницше: mich nicht umbringt, macht mich stärker (То, что меня не убивает, делает меня сильнее).

## Сюжет
Хоук и Руффало играют друзей детства Поли и Брайана, которые вынуждены выживать на суровых улицах Южного Бостона, занимаясь мелким воровством. Они присоединяются к местной банде преступников, но Брайану трудно примирить свою работу и дружбу с Поли, а также отношения с женой (Аманда Пит) и сыновьями.

## В ролях
- Марк Руффало ― Брайан Рейли
- Итан Хоук ― Поли МаКдуган
- Аманда Пит ― Стейси Рейли
- Уилл Лайман ― Салли
- Брайан Гудман ― Пэт Келли
- Донни Уолберг ― Детектив Моран
- Энджела Федерстон ― Кэти

## Критика
На сайте Rotten Tomatoes фильм получил рейтинг одобрения 65%, основанный на 34 отзывах. На Metacritic фильм получил оценку 71 из 100, основанную на отзывах 10 критиков, что указывает на в целом благоприятные отзывы.